# ایت ارزین
آیت ارزین (به عربی: آیت أرزین) یک شهرداری در الجزایر است که در استان بجایه واقع شده‌است.